# Maria Overlander van Purmerland
Maria Overlander van Purmerland (* 24. Juni 1603 in Amsterdam; † 27. Januar 1678 ebenda) war eine Person des Goldenen Zeitalters der Niederlande.

## Biografie
Maria entstammte der Familie Overlander van Purmerland und wurde als Tochter des Amsterdamer Politikers und Reeders Volkert Overlander und Geertruid Jansdr Hooft (1578–1636), Tochter von Jan Pietersz Hooft (1543–1602) und Geertruid Lons, geboren. Zu ihren Verwandten gehörten der Amsterdamer Bürgermeister Cornelis Hooft, ihr Großonkel, und dessen Sohn Pieter Cornelisz Hooft, der ein bedeutender Dichter und Schriftsteller war. Maria Overlander selbst hatte neun Geschwister; ihre jüngere Schwester Geertruid Overlander war mit Cornelis de Graeff verheiratet. Die Familien Overlander und Hooft gehörten der Amsterdamer Patrizierklasse an. Marias Vater wurde 1620 auf Vermittlung von dessen Schwager Pieter Jansz Hooft von Jakob I. von England zum Ritter geschlagen, aber es nicht gesichert, ob sich der Titel auch auf dessen Kinder bezog.
Im Alter von 27 Jahren ehelichte Maria Overlander den Patrizier Frans Banninck Cocq, der durch seine Darstellung als Kapitän der Nachtwache in die Kunstgeschichte eingehen sollte. Das Hochzeitsporträt von Overlander - Banninck Cocq, gemalt von Wybrand de Geest, befindet sich im Stedelijk Museum Prinsenhof in Delft. Aus dieser Ehe gingen keine Kinder hervor. Das Paar lebte im Grachtenhaus De Dolphijn und im Schloss Ilpenstein. Nach dem Tod ihrer Mutter Geertruid im Jahr 1636 erbte sie gemeinsam mit ihrem Gatten die Hohe Herrlichkeit Purmerland und Ilpendam. Nach dem Tod ihres Mannes im Jahr 1655 wurde sie alleinige Herrschaftsinhaberin. 1674 hatte Maria Overlander ein Vermögen von 200.000 Gulden und gehörte zu den reichsten Personen des Goldenen Zeitalters. Da Maria Overlander keine Kinder hatte, ging ihr Erbe 1678 an ihre Cousine Catharina Hooft sowie in weiterer Folge 1690 an deren Sohn Jacob de Graeff. Die Grabkapelle von Maria Overlander befindet sich in der Oude Kerk in Amsterdam.
Jan Vos schrieb den Vers über Maria 'Mevrouw Maria Overlander, Gemaalin van den Eed. Heer Burgermeester Kok':
Dus toont Maria zich, door 't maalen der penseelen. Begeert gy d'eedle deugdt, het loffelyk verstandt, En 't liefelyk gemoedt, drie goddelyke deelen, Die zy omhelst, te zien? zoo zoekt van Purmerlandt In geen vergulde lyst: maar by haar huisgenooten. De gaaven worden in geen schildery beslooten.
| Vorgänger              | Amt                                                                                           | Nachfolger                |
| ---------------------- | --------------------------------------------------------------------------------------------- | ------------------------- |
| Geertruid Jansdr Hooft | Frau von Purmerland und Ilpendam 1636–1655 gemeinsam mit Frans Banninck Cocq; ab 1678 alleine | Catharina Hooft-De Graeff |